# 天山岩参
天山岩参（学名：Cicerbita tianschanica）为菊科岩参属的植物。分布于哈萨克斯坦以及中国大陆的新疆等地，生长于海拔1,600米至2,000米的地区，见于山谷、山坡林下或河边，目前尚未由人工引种栽培。